# Occidenchthonius parmensis
Espèce
Synonymes
- Chthonius parmensis Beier, 1963

Occidenchthonius parmensis est une espèce de pseudoscorpions de la famille des Chthoniidae.

## Distribution
Cette espèce se rencontre en Italie, en Suisse, en Allemagne, en Autriche, en Slovénie et en Croatie,.

## Description
Les mâles mesurent de 0,84 à 1,15 mm et les femelles de 0,94 à 1,2 mm.

## Étymologie
Son nom d'espèce, composé de parm[a] et du suffixe latin -ensis, « qui vit dans, qui habite », lui a été donné en référence au lieu de sa découverte, Parme.

## Publication originale
- Beier, 1963 : Pseudoscorpione aus dem Museum Enrico Caffi in Bergamo. Rendiconti dell'Instituto Lombardo di Scienze e Lettere, sér. B, vol. 97, p. 147-156.